# Lygophis anomalus
Lygophis anomalus är en ormart som beskrevs av Günther 1858. Lygophis anomalus ingår i släktet Lygophis och familjen snokar. Inga underarter finns listade i Catalogue of Life.
Denna orm förekommer i sydöstra Brasilien, Uruguay och nordöstra Argentina. Fynd från Paraguay som ursprungligen tillskrevs arten behöver bekräftelse. Lygophis anomalus vistas bland annat i savanner och i gräsmarker. Den håller sig gärna nära vattenansamlingar. Arten äter främst groddjur. Honor lägger ägg.
För beståndet är inga hot kända och hela populationen antas vara stabil. IUCN listar arten som livskraftig (LC).